# Kloster Paulinzella

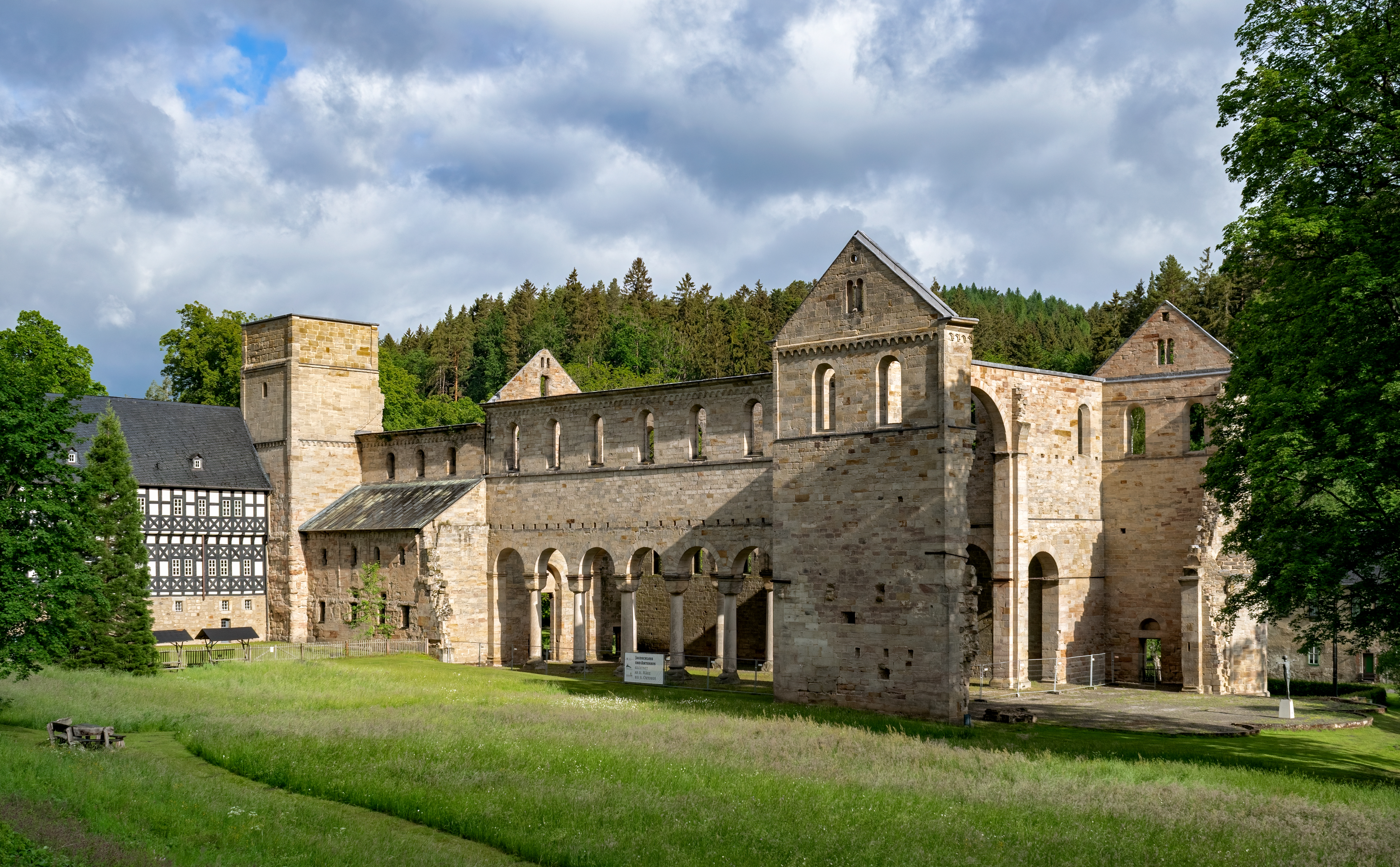
Kloster Paulinzella, Ansicht von Südosten

Das Kloster Paulinzella ist eine ehemalige Benediktinerabtei, gegründet als Doppelkloster in Paulinzella im Rottenbachtal in Thüringen. Die Ruine der Klosterkirche gehört zu den bedeutendsten romanischen Bauwerken in Deutschland.

## Geschichte

### Gründung und Entwicklung des Klosters
Das als Marienzella gegründete Kloster geht auf seine Namenspatronin Paulina zurück, die sich zwischen 1102 und 1105 mit einer Gemeinschaft männlicher und weiblicher Religiöser am heutigen Ort des Klosters niederließ. Paulina war 1067 in ein edelfreies thüringisch-ostsächsisches Geschlecht mit beachtlichen Herrschaftsbefugnissen geboren worden. Ihr Vater Moricho (Moritz) war ein Bruder des Merseburger Bischofs Werner von Wolkenburg und vom Hof König Heinrich IV. Von diesem bekam er vierundzwanzig königliche Hufe zu Gebstedt geschenkt. Diese Güter überließ Moricho vor seinem Eintritt ins Kloster Hirsau seiner Tochter Paulina.

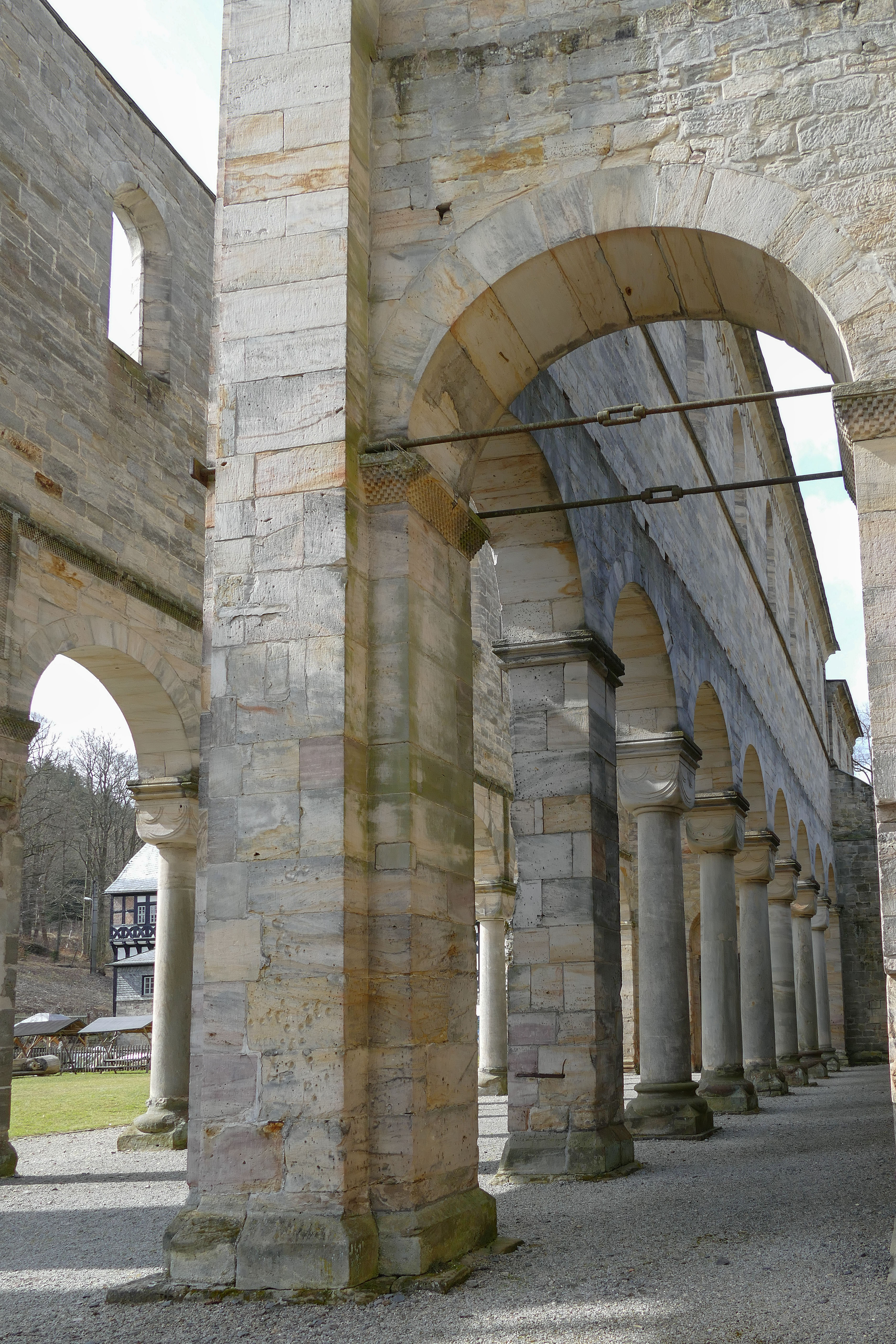
Blick von Osten ins Mittel- und rechte Seitenschiff

Zunächst dienten einige Holzbauten und eine steinerne Kapelle als Unterkunft und Ort für Versorgung und Gottesdienste. Noch bevor der erste Abt Gerung aus dem Mutterkloster Hirsau nach Paulinzella kam, wurde bereits mit dem Bau einer neuen Klosterkirche begonnen. Paulina stürzte 1107 bei einer Reise nach Hirsau vom Pferd und erlag ihren Verletzungen. Die Zugehörigkeit zur Kongregation des Klosters Hirsau und die von ihm ausgehende Hirsauer Reform waren prägend für Paulinzella. 1114 gewährte Kaiser Heinrich V. dem Kloster seine Unabhängigkeit von weltlicher Gewalt, eine freie Wahl sowie die Einsetzung und Absetzung von Abt und Vogt. Abt Ulrich brachte aus Hirsau neue Impulse für den Bau der Kirche mit, die 1124 geweiht wurde. Er überführte auch die Gebeine Paulinas nach Paulinzella.
Über Paulina schrieb der Mönch Sigeboto, der 1121 als junger Mönch von Hirsau nach Thüringen gekommen war, die Vita Paulinae. Er verfasste das Leben Paulinas in der Art einer Heiligenlegende. Paulina wurde nie heilig-, jedoch seliggesprochen (Verehrungstag 14. März). In Sigebotos Text spielt die Identität und Integrität des Hirsauer Reformordens eine wichtige Rolle, der sich gegenüber aufstrebenden neuen Reformorden konkurrenzfähig zeigen sollte. Kernpunkt der Schrift ist der Lobpreis auf Hirsau und auf die Äbte Gerung und Ulrich.
1195 wurden dem Kloster durch Erzbischof Konrad von Mainz die Pontifikalien (Mitra und Krummstab) verliehen. Zu dieser Zeit wuchs der Grundbesitz des Klosters stark durch Schenkungen. So befanden sich 19 Dörfer im Eigentum der Abtei, in 52 anderen Orten besaß das Kloster weitere Güter. Rechte besaß Paulinzella insgesamt in über 100 Orten. Ökonomischer Mittelpunkt des Klosters und seiner Dörfer war das heute wüste Vorwerk Neusis zwischen Gösselborn und Hengelbach. Wahrscheinlich gab es im 13. bis 15. Jahrhundert auch eine Klosterschule und ein Hospital. Im Spätmittelalter schloss sich das Kloster der Bursfelder Reform an.

### Säkularisierung und Verfall
1504 ordnete der Erzbischof von Mainz, Berthold von Henneberg, wegen mangelnder Disziplin eine Revision und Neuordnung des Klosters an. Im Zuge des Bauernkrieges plünderten Aufständische das Kloster. Mit der Reformation wurden die Klostergüter von Graf Heinrich XXXII. von Schwarzburg-Blankenburg-Rudolstadt eingezogen. 1541 stellte Kaiser Karl V. das Kloster kurzzeitig wieder her; ein Jahr später wurde es jedoch endgültig aufgehoben. Nach der Aufhebung des Klosters begann ein allmählicher Verfall der gesamten Klosteranlage, die man auch zur Gewinnung von Sandsteinen für Bauzwecke benutzte. Die Steine vom Abbruch der Klosterkirche wurden für den Bau des Schlosses in Gehren gebraucht. Nach 1600 brannte die gesamte Anlage aus und verfiel völlig zur Ruine.
Das Kloster wurde nach der Aufhebung in eine Domäne umgewandelt und wurde Sitz des Amts Paulinzella. Dieses umfasste sieben Dörfer und ging zunächst als Lehen an den Kurfürsten von Sachsen. Später wechselte es mehrfach die Besitzer: 1574 fiel es an die Grafschaft Schwarzburg-Rudolstadt, knapp 100 Jahre später an das Herzogtum Sachsen-Gotha und 1680 an das Herzogtum Sachsen-Meiningen. Das Amt Paulinzella wurde 1803 um das Amt Ehrenstein vergrößert und 1851 dem Amt Stadtilm eingegliedert, fiel am Ende jedoch wieder an Schwarzburg-Rudolstadt.

### Ruinenromantik und Denkmalpflege
Das Fürstenhaus Schwarzburg-Rudolstadt unternahm bereits 1752 erste Sicherungsmaßnahmen an der Klosterruine. 1800 ließ Fürst Ludwig II. von Schwarzburg-Rudolstadt die barocke Schlosskapelle abreißen, um den Kirchenbau in seinen romanischen Formen zu betonen.
Die Klosterruine entwickelte sich um 1800 zu einem proto-touristischen Ausflugsziel im klassisch-romantischen Literatursystem. Sie wurde z. B. durch Ludwig Bechsteins 1838 erschienene Reihe „Das malerische und romantische Deutschland“ im Band „Wanderungen durch Thüringen“ gewürdigt und als „malerisch“ und „erhaben“ beschrieben. Besondere Popularität erlangte Bechsteins „Thüringer Sagenbuch“, in dem er vier Sagen zur Gründungs- und Baugeschichte dem Kloster Paulinzella widmete. Die Klosterruine wird auch bei Friedrich Tieck, Johann Gottfried Schadow, Karl Ludwig Fernow und Wilhelm von Humboldt genannt. Johann Wolfgang von Goethe und Friedrich Schiller sollen ebenfalls von den malerischen Resten der verfallenen Klosteranlage beeindruckt gewesen sein. Das lange Zeit Friedrich Schiller zugeschriebene Gedicht wurde jedoch 1810 von A. E. Hermann verfasst. Goethe schrieb 1817 und 1830 einen Aufsatz über die Klosterruine.
Das große Interesse an der Klosterruine führte in den Jahren 1829 bis 1877 zu sieben nachweisbaren Restaurierungsmaßnahmen. Im Zuge der Baumaßnahmen wurden verwitterte Partien ausgetauscht und durch Kopien ersetzt, um möglichst das Bild der romanischen Ruine zu erhalten.
Die Klosterkirchenruine zählte zu den bedeutendsten Baudenkmälern der DDR und wurde auf der Zentralen Denkmalliste geführt. Die Restaurierungen in den Jahren von 1965 bis 1969 schlossen mit dem Austausch der Materialien konzeptuell an die Rekonstruktionsart des 19. Jahrhunderts an.
1994 ging Kloster Paulinzella in den Bestand der Stiftung Thüringer Schlösser und Gärten über. Zunächst wurde das Jagdschloss saniert und dort das Museum zur Kloster-, Forst- und Jagdgeschichte eingerichtet, das sich zuvor im Zinsboden befunden hatte. Im Anschluss wurde das Westportal der Klosterruine überdacht und konserviert. 2018 begann die Restaurierung des Südwestturms. 2014–2018 restaurierte und sanierte der Thüringen Forst das Amtshaus.

## Architektur

### Klosterkirche

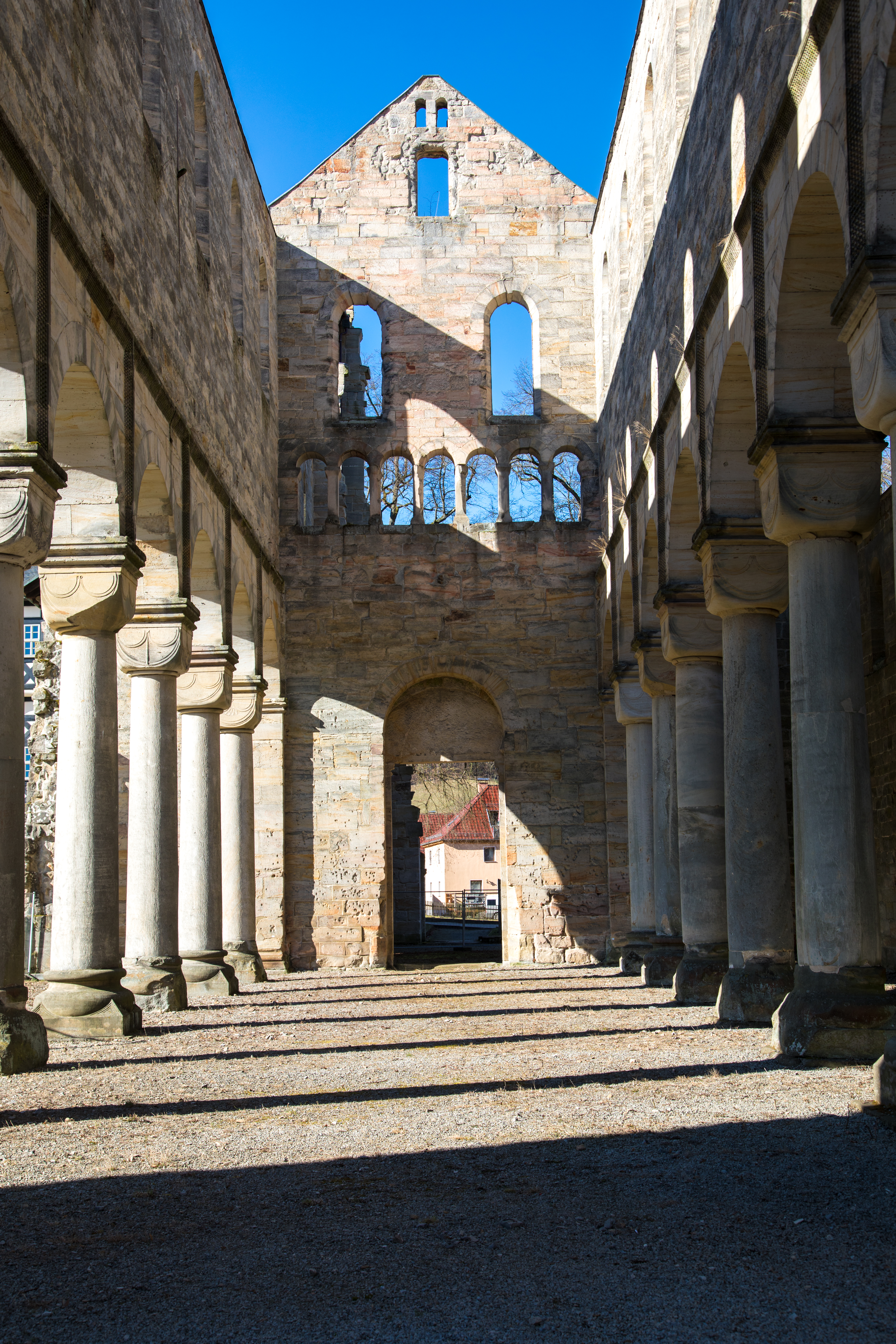
Blick ins Langhaus

Die romanische Klosterkirche war eine kreuzförmige Säulenbasilika mit Querhaus und Querhausapsidiolen, einem dreischiffigen Chor mit einer Apsis und einer dreischiffigen Vorkirche mit Doppelturmanlage. Die Ruine zeigt noch wesentliche Merkmale des ursprünglichen Kirchenbauwerks.

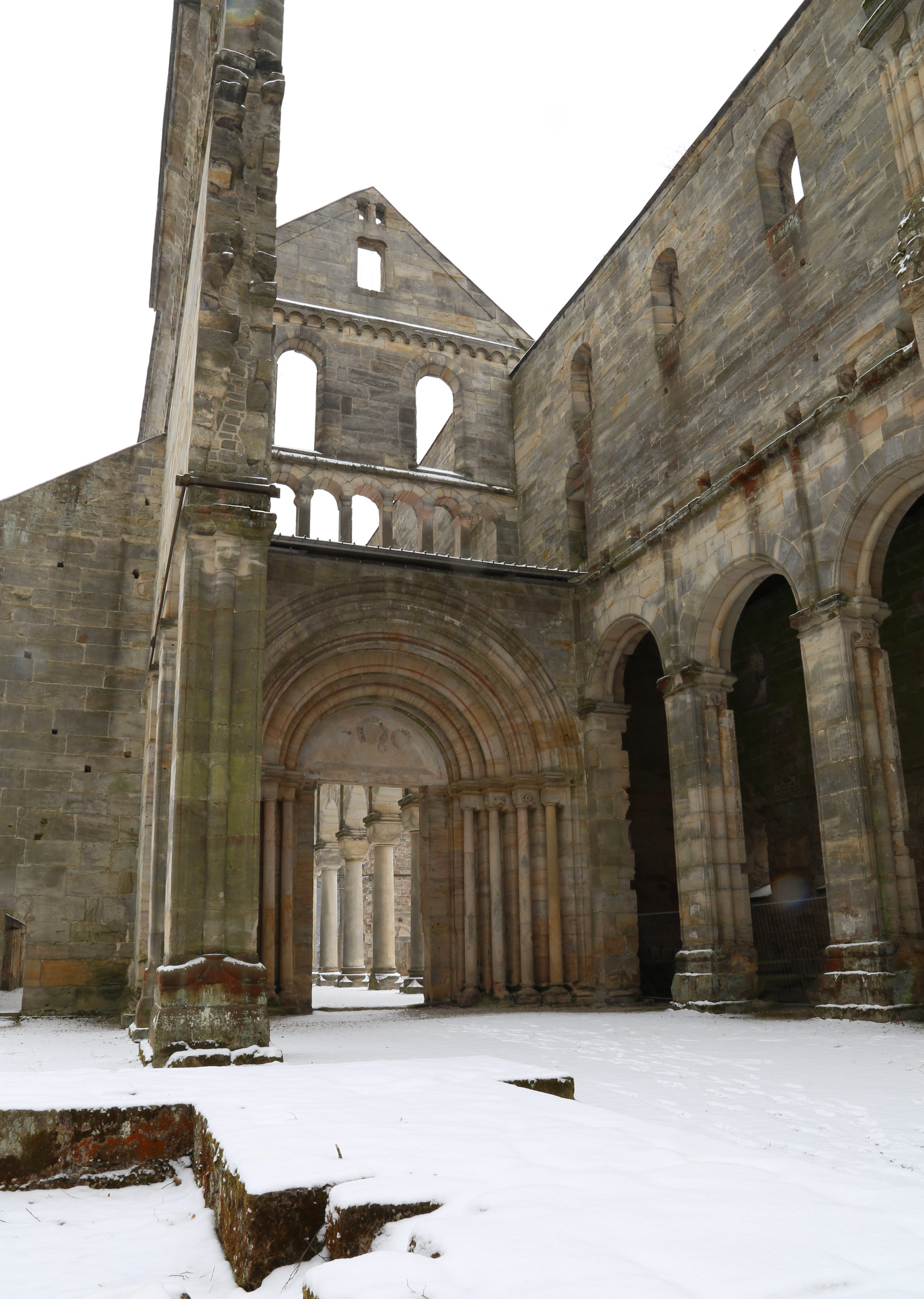
Westportal mit Teilen der ehemaligen Vorkirche

Das Langhaus ist durch monolithische Säulen mit attischer Basis geprägt. Über Würfelkapitelle und einen Schachbrettfries gehen sie in Rundbogenarkaden über. Das östliche Joch des Langhauses ist von Pfeilern getragen und dadurch als chorus minor vom Laienbereich abgesetzt. An das Langhaus schließt eine dreischiffige und doppelgeschossige Vorkirche mit Pfeilern an. Der Aufbau der Pfeiler erinnert an den der Erfurter Klosterkirche St. Peter und Paul. Die Vorkirche hatte im Obergeschoss einen zusätzlichen Kapellenraum. Die Nutzung des Raums im Obergeschoss ist umstritten. Diskutiert werden eine Verwendung als Kirchenraum für die Nonnen und als Begräbniskapelle. Wie in Romainmôtier und Payerne wird für die Vorkirche in Paulinzella zunächst von einem Vorgängerbau in Form einer cluniazensischen Galiläa ausgegangen, die später zur Vorkirche umgebaut wurde.
Eine besondere Auszeichnung erhielt das Westportal. Das Säulenstufenportal ähnelt dem des Kaiserdoms Königslutter. Die Kapitelle der Säulen des vierfach abgestuften Portals zeigen dämonenhafte Tiersymbole. Farbreste zeugen von ursprünglichen Malereien an den Säulen, den Archivolten und dem Tympanon. Letzteres zeigt Maria mit Kind, Johannes den Täufer und Johannes den Evangelisten, die von reliefartigen Strahlennimben umgeben sind.

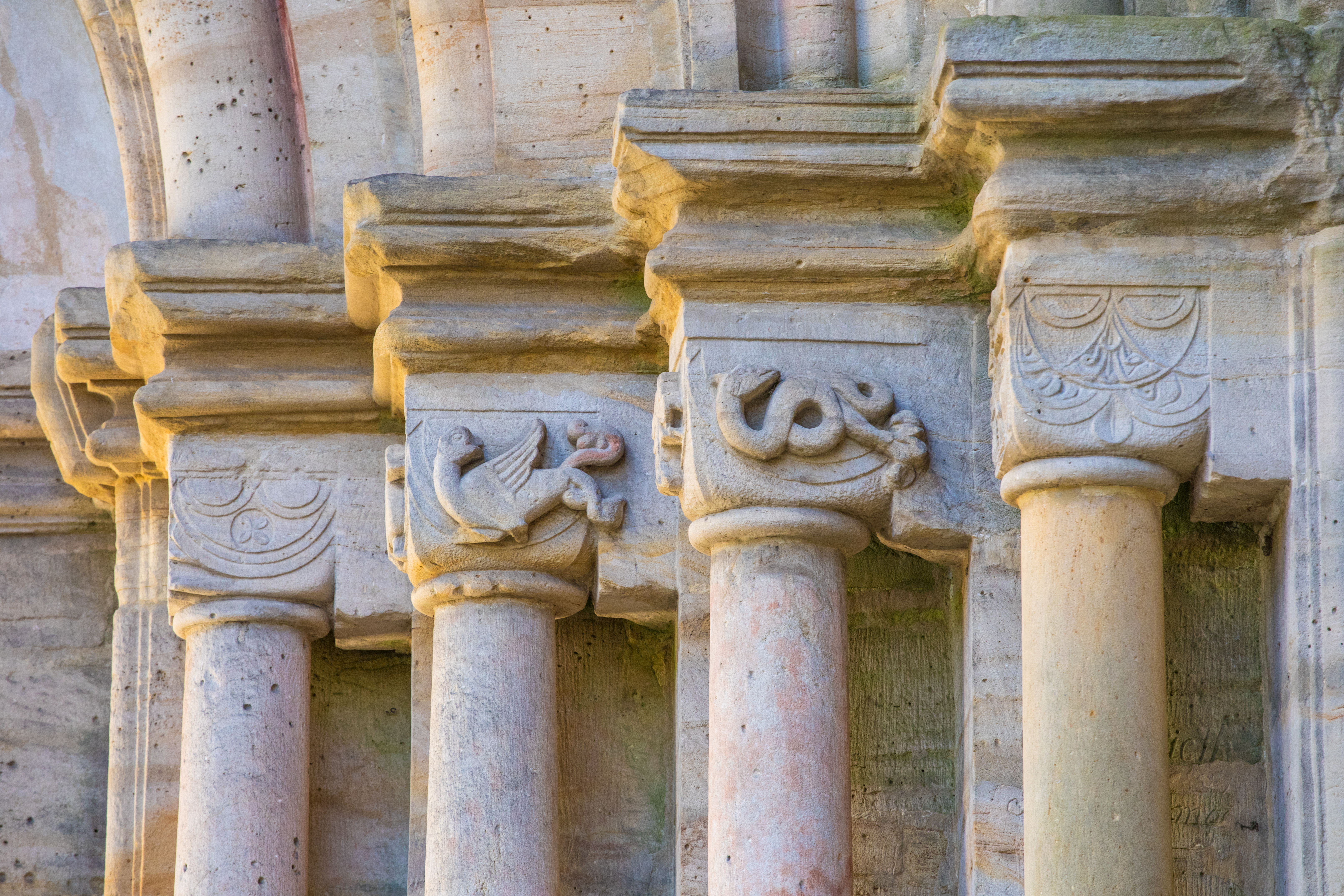
Dämonen am Westportal
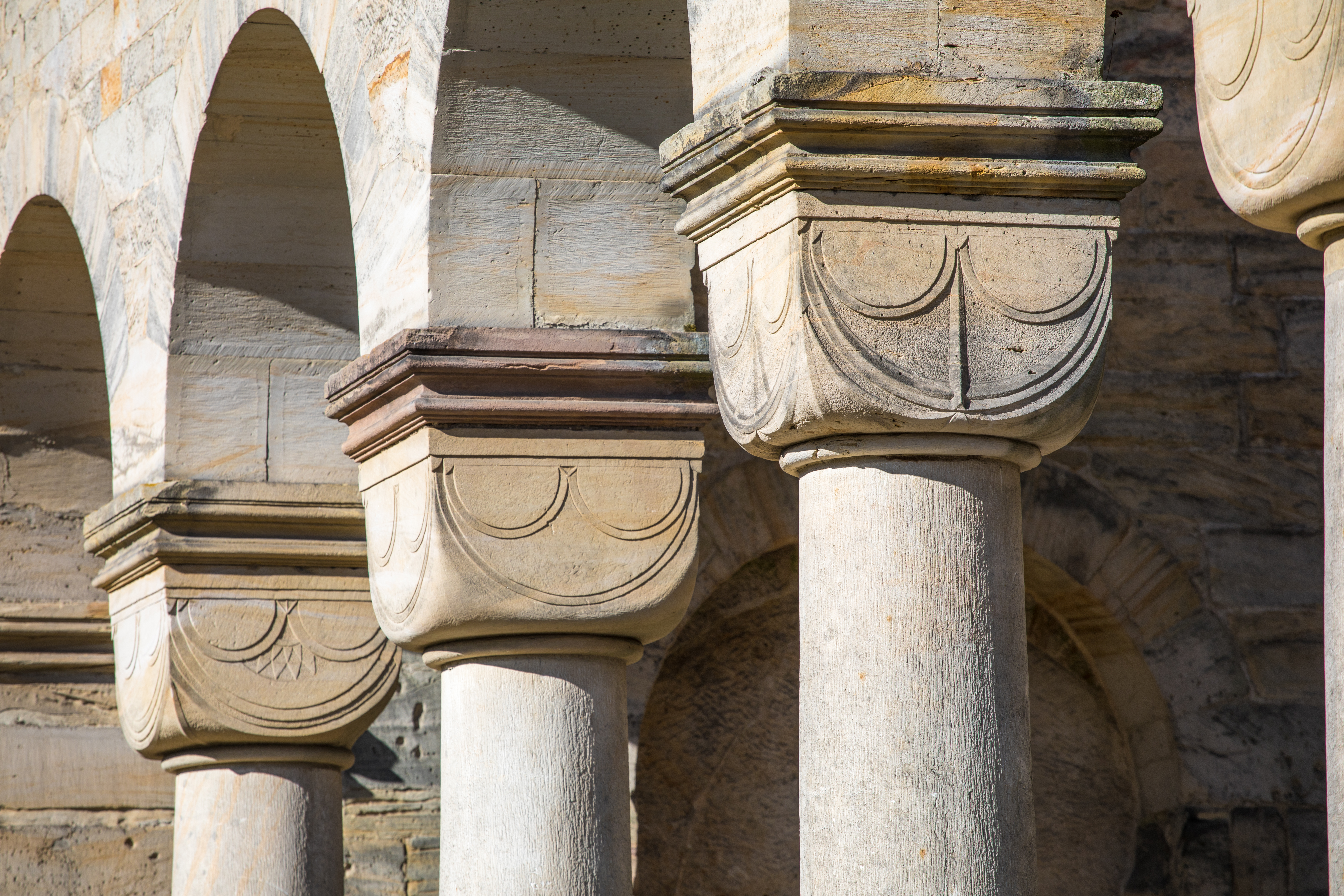
Würfelkapitelle im Langhaus

Georg Dehio zählte den Bau „zu den stilkräftigsten Schöpfungen der hochromanischen Epoche in Deutschland“ wobei die Hirsauer Baugewohnheiten in „großer Vollständigkeit und Regelmäßigkeit“ ausgeführt worden seien.
Der Bezug auf Hirsau lässt sich am Bau und der Ruine an mehreren Details ablesen: der Unterteilung des Chores in chorus maior und chorus minor, dem Einsatz der von oben greifenden Steinzange als Hebewerkzeug zu einem für Mitteldeutschland ungewöhnlich frühen Zeitpunkt (die charakteristischen Zangenlöcher sind auch in Hirsau nachweisbar), ebenso die Dachziegel, die Hirsauer Nase an den Kapitellen, der Absenker am Gesims des Obergadens und das Sockelumlaufportal. Seit der völligen Zerstörung der Hirsauer Kirche 1692 hat die Klosterkirche Paulinzella große Bedeutung als Beleg für die Kirchenarchitektur der Hirsauer Reformbewegung.

### Klausur
1874 legten Grabungen die Fundamente der Klausur frei, die später jedoch wieder verfüllt wurden. Die Klausur lag südlich der Kirche und wurde ungefähr zur gleichen Zeit wie die Klosterkirche erbaut. Das heutige Amtshaus und sein Vorgängerbau waren Teil der einstigen Klausur.

### Amtshaus

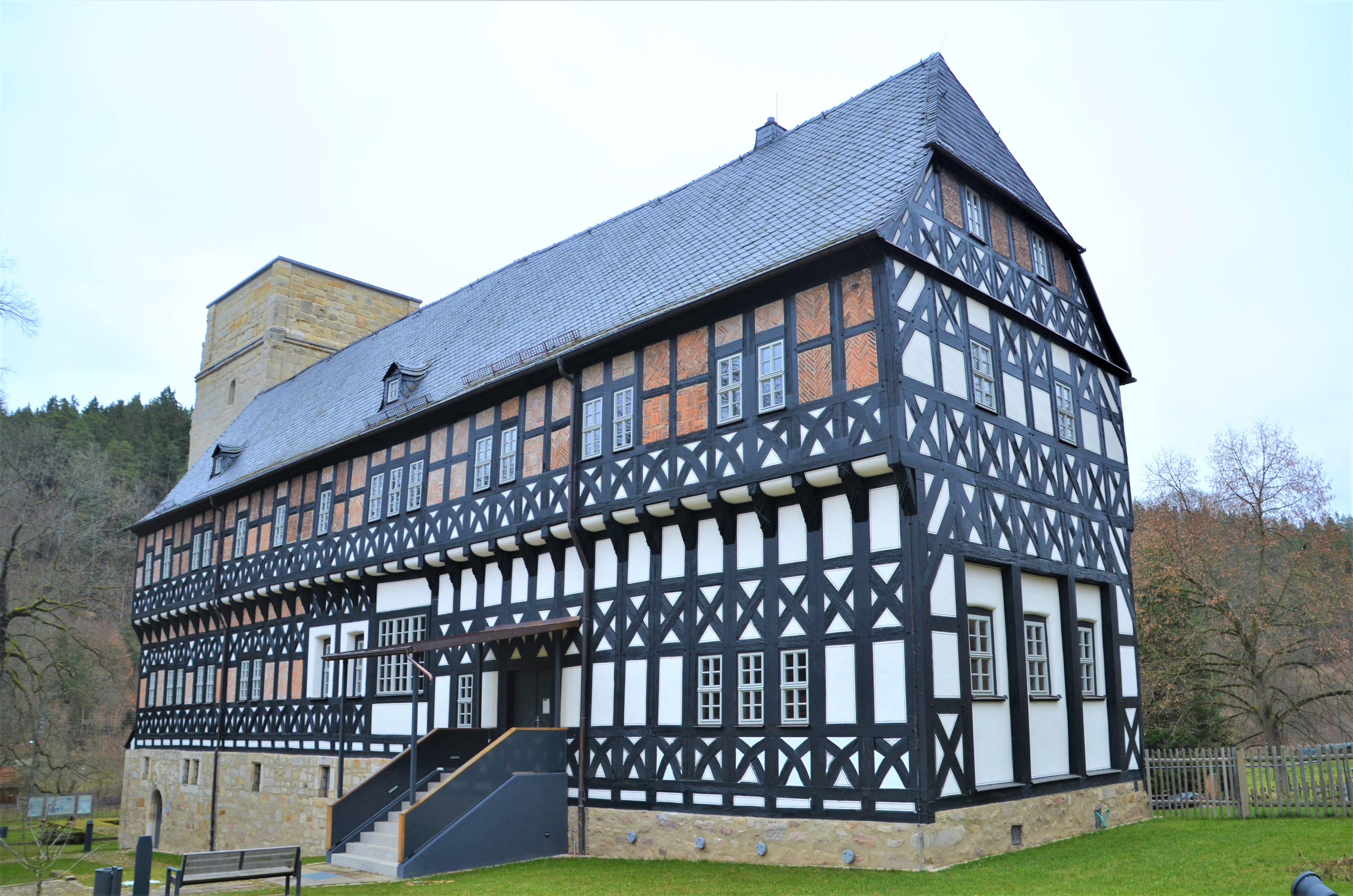
Amtshaus Paulinzella

Das Amtshaus ist ein mehrgeschossiger Fachwerkbau und schließt südlich im rechten Winkel an die Kirchenruine an. Der Vorgängerbau wurde bei einem Großbrand vernichtet. Im späten 15. Jahrhundert startete der Neubau. Prägnant ist sein auskragendes und geschossweise abgezimmertes Fachwerk, bei dem gekreuzte Streben in den Brüstungsfeldern als Schmuckform integriert sind. Im Gebäude gab es zwei große Stuben mit Kachelofen, von denen in der Sanierung von 2014 bis 2018 eine Stube mit Kachelofen (Leihgabe der Klassik Stiftung Weimar) hergerichtet wurde. In den Räumlichkeiten befanden sich außerdem eine Küche und im südlichen Teil ein großer Raum, wohl ursprünglich das Refektorium des Klosters. Ein weiterer Raum ist mit einem hölzernen Tonnengewölbe mit Schablonenmalereien ausgestattet, die heute an den Tragbalken wieder sichtbar gemacht wurden. Nach der Aufhebung des Klosters wurde das vorher zur Klausur gehörende Gebäude zum Amtshaus. Dort hat heute das Forstamt Paulinzella des Thüringen Forst seinen Sitz. Das Kellergeschoss wird für Waldpädagogik genutzt.

### Zinsboden

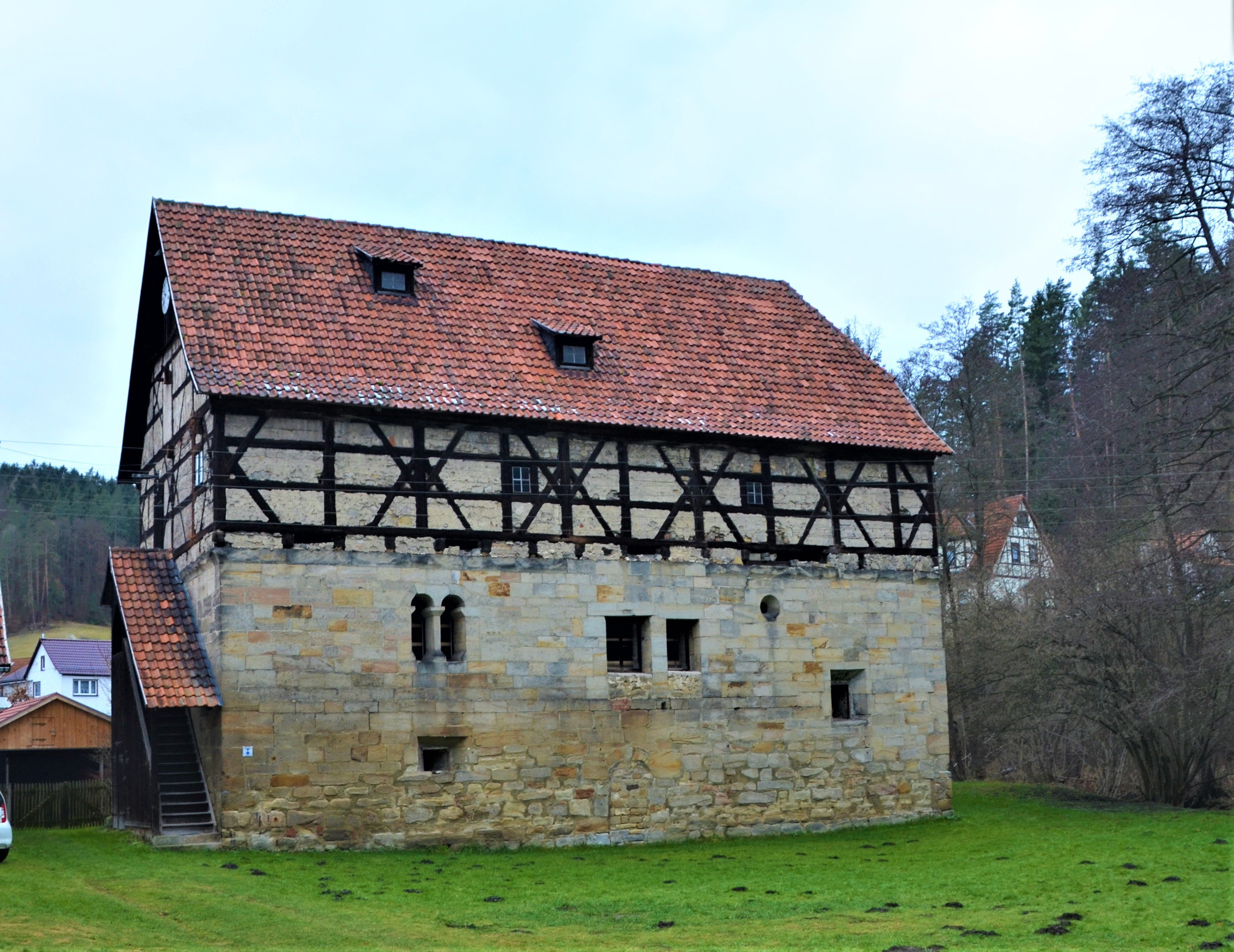
Zinsboden des Klosters

Der Zinsboden verdankt seine Bezeichnung den Naturalabgaben zinspflichtiger Bürger während der Nutzung Paulinzellas als Amtssitz. Seine Ursprünge liegen jedoch bereits in der Entstehungszeit des Klosters. Der Bau hat einen rechteckigen Grundriss mit einem südlichen Treppenaufgang. Die ersten beiden Geschosse sind mit Buntsandsteinquadern gemauert, während das zweite Oberschoss in Fachwerk errichtet wurde. Die gemauerten Geschosse stammen aus dem 12. Jahrhundert, die Fachwerkaufstockung wurde um 1600 hinzugefügt. Das Satteldach schließt nach Norden als Halbwalmdach ab. Die Wände weisen hauptsächlich rechteckige Fensteröffnungen auf, es haben sich aber auch zwei Biforien und ein Vierpass erhalten. Im Zusammenhang des Klosters wird eine Nutzung als Hospital bzw. Gästehaus oder als Abtshaus vermutet.

### Jagdschloss
Nach der Aufhebung des Klosters nutzten die Grafen von Schwarzburg-Rudolstadt zunächst das Amtshaus als Verwaltungs- und Jagdsitz. 1622 begann Graf Carl Günther von Schwarzburg-Rudolstadt mit dem Bau eines Schlosses südwestlich der Kirche. Heute ist von dieser Anlage nur noch das Haupthaus erhalten, nachdem die Seitenflügel 1794 abgebrochen worden waren. Dessen Hauptfassade mit zwei großen Zwerchhäusern ist nach Norden ausgerichtet. Auf ihrer Mittelachse befindet sich ein Portal mit aufwendiger Portalrahmung, das im späten 19. Jahrhundert hinzugefügt wurde. Hermenpilaster tragen einen Segmentgiebel, in dem eine Rollwerkkartusche mit den Initialen GS, einem Fürstenhut und einem Obelisken bekrönt ist. Heute beherbergt das Jagdschloss ein Museum zur Kloster-, Forst- und Jagdgeschichte.

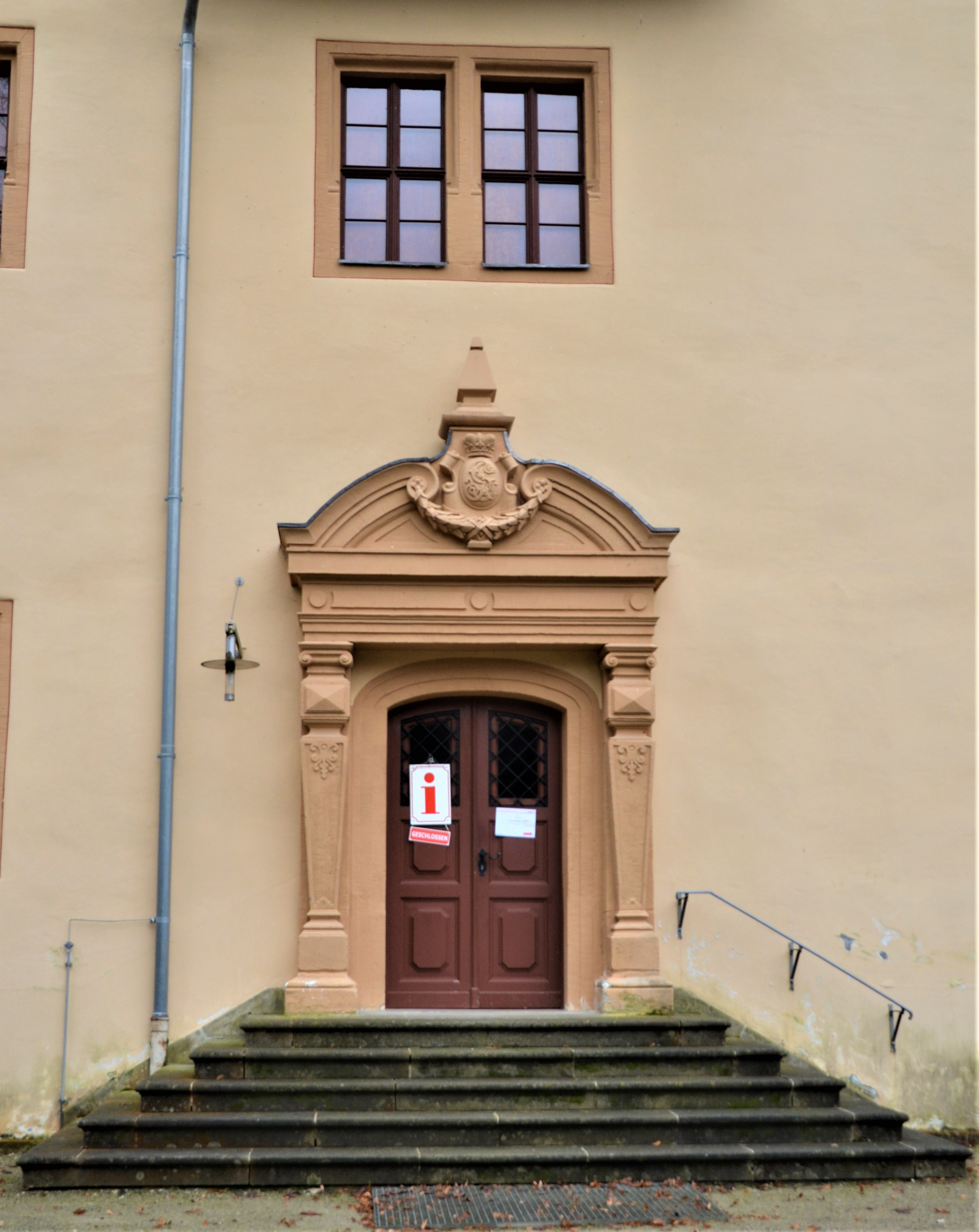
Portal des Jagdschloss Paulinzella
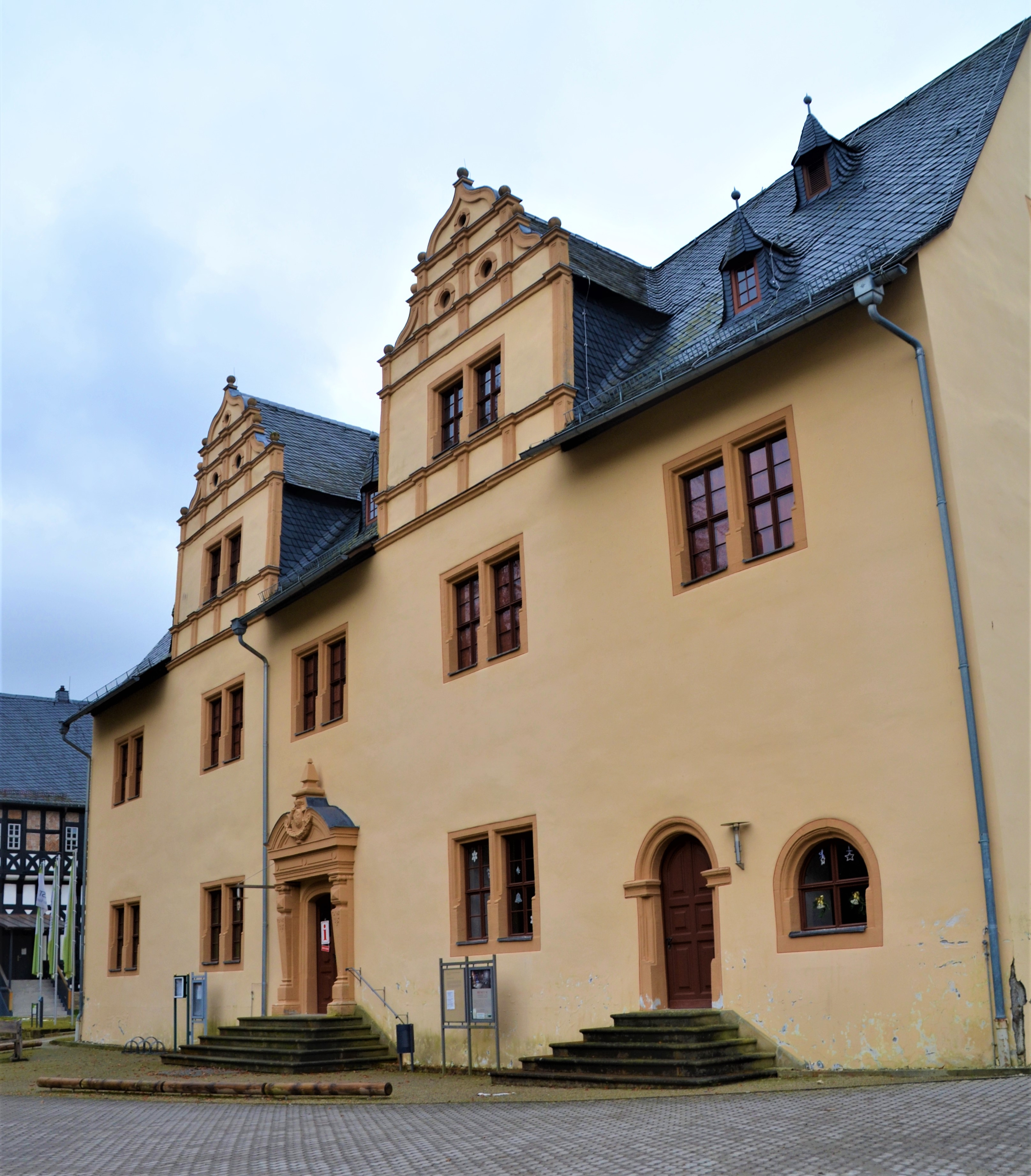
Jagdschloss Paulinzella von Nordwesten